# Liste von unbewohnten Inseln und Inselgruppen (Atlantischer Ozean)
In die Liste von unbewohnten Inseln und Inselgruppen (Atlantischer Ozean) gehören nur im Atlantischen Ozean (und seiner Nebenmeere) gelegene Inseln oder Inselgruppen, die entweder noch nie von Menschen bewohnt waren oder seit längerer Zeit nicht mehr dauerhaft besiedelt sind. Befindet sich auf einer Insel lediglich ein Leuchtturm, eine Forschungsstation oder eine ähnliche Einrichtung, gilt die Insel auch dann als unbewohnt, wenn sich dort ab und zu einige Personen aufhalten.

## Afrika

### Äquatorialguinea
- Elobey Chico
- Horacio

### Gambia
- Bijol Islands (Inselgruppe)

### Kap Verde
- Branco
- Raso
- Rombo: (Inselgruppe)
  - Cima
  - Grande
  - Luís Carneiro
  - Rei
  - Sapado
- Santa Luzia

### Namibia
- Pinguininseln: (Inselgruppe)
  - Hollam’s Vogel-Insel
  - Mercury-Insel
  - Ichaboe
  - Seehundinsel
  - Pinguininsel
  - Halifax-Insel
  - Plumpudding-Insel
  - Sinclair-Insel

### Portugiesische Regionen
- Azoren:
  - Cabras (Inselgruppe)
  - Norte (Terceira)
  - Formigas (Inselgruppe)

- Madeira (Inselgruppe):
  - Barbeiros
  - Cal
  - Campanário
  - Cenouras
  - Cevada
  - Cima
  - Ferro
  - Fonte da Areia
  - Fora
  - Meio
  - Mole
  - Riberia da Janela (Inselgruppe)
  - Rocha do Navio
  - São Jorge
  - São Laurenço
- Ilhas Desertas (Inselgruppe)
- Ilhas Selvagens (Inselgruppe)

### Spanische Gebiete
- Kanarische Inseln:
  - Anaga
  - Alegranza
  - Garachico
  - Lobos
  - Montaña Clara
  - Roque del Este
  - Roque del Oeste
  - Salmor
- Peñón de Alhucemas
- Isla del Perejil

### Britische Überseegebiete
- Ascension (St. Helena, Ascension und Tristan da Cunha):
  - Boatswain Bird Island
- Tristan da Cunha (St. Helena, Ascension und Tristan da Cunha):
  - Gough Island
  - Inaccessible Island
  - Middle Island
  - Nightingale Island
  - Stoltenhoff Island

### Tunesien
- Fratelli-Inseln
- Pilau
- Zembra

## Amerika(Nord-, Mittel- und Südamerika)

### Nordamerika
- Dry Tortugas (USA)
- Marquesas Keys (USA)
- Pendulum Øer (Grönland)
- Samana Cay (Bahamas)

### Mittelamerika
- Aves (Bird Island) (Venezuela)
- Beata (Dominikan. Rep.)
- Buck Island (Saint Croix) (Amerik. Jungferninseln)
- Islas del Cisne (Honduras)
- Dog Islands (Brit. Jungferninseln)
- Ernst-Thälmann-Insel (Kuba)
- Îles de la Petite Terre (Guadeloupe)
- Klein Bonaire (Niederländische Antillen)
- Klein Curaçao (Niederländische Antillen)
- Navassa (USA)
- Mona (Puerto Rico)
- Pedro Cays (Jamaika)
- Redonda (Antigua und Barbuda)
- Serranilla-Bank (Kolumbien)
- Sombrero (Anguilla)
- Tobago Cays (St. Vincent und die Grenadinen)

### Südamerika

#### Brasilien
- Cagarras-Inseln
- Rocas-Atoll
- São Pedro e São Paulo
- Trindade und Martim Vaz
  - Martim Vaz
  - Trindade

#### Venezuela
- Aves
- Las Aves
- La Blanquilla
- Los Frailes
- Los Hermanos
- Los Monjes
- La Orchila
- Isla de Patos
- La Sola
- La Tortuga

#### Britische Überseegebiete
- Falklandinseln:
  - Barren Island
  - Beauchene Island
  - Jason Islands
  - Lively Island
  - Saunders Island
  - Speedwell Island
- Südgeorgien:
  - Annenkov Island
  - Clerke Rocks
  - Cooper-Insel
  - Kuprijanow-Inseln
  - Pickersgill-Inseln
  - Shag Rocks
  - Willisinseln
  - Welcome Islands
- Südliche Sandwichinseln:
  - Candlemasinseln
    - Candlemas Island
    - Vindication Island

  - Traversayinseln
    - Leskov Island
    - Visokoi Island
    - Zavodovski Island

  - Südliche Thuleinseln:
    - Bellingshausen-Insel
    - Cook-Insel
    - Morrell-Insel (Thule)

  - Zentrale Inseln:
    - Bristol Island
    - Montagu Island
    - Saunders Island

## Europa

### Nordatlantik

#### Färöer
- Lítla Dímun

#### Großbritannien
- Shetlandinseln:
  - Balta
  - Muckle Flugga
  - Out Stack

- Rockall (Status strittig, wird auch von Irland, Dänemark und Island beansprucht; wird des Weiteren oft nicht als Insel, sondern nur als Fels angesehen)
- Rough Island (Schottland)

#### Irland
- Fastnet-Felsen
- Skellig Michael
- Rathlin O’Birne Island

### Nordsee

#### Deutschland
- Düne
- Dieksand
- Helmsand
- Kachelotplate
- Langlütjen
- Lütje Hörn
- Mellum
- Memmert
- Minsener Oog
- Nigehörn
- Scharhörn
- Tertius
- Trischen

#### Niederlande
- Rottumerplaat
- Rottumeroog

#### Großbritannien
- Bass Rock

### Mittelmeer

#### Italien
- Lampione
- Monte Cristo
- Formiche di Grosseto
- Meloria
- Palmaiola
- Cerboli
- Isola di Capo Passero

#### Griechenland
- Alimia
- Andimilos
- Anditilos
- Antikeros
- Argyronissos
- Aspronisi
- Chrysi
- Dia
- Diaplo
- Diakopo
- Drima
- Falkonera
- Gaidouronisi
- Gavdopoula
- Glaros
- Gyaros
- Kato Koufonisi
- Kelyfos
- Keros
- Koufonisi
- Makronisos
- Modi (Poros)
- Nea Kameni
- Oxia
- Palea Kameni
- Paximadia-Inseln
- Poliegos
- Pondikonisi
- Psira
- Rinia
- Saliagos
- Saria
- Strofades
- Strongyli (Megisti)
- Strongyli (Nisyros)
- Velopoula

#### Malta
- Cominotto
- Filfla
- Saint Paul’s Islands

#### Spanien
- Alborán
- Balearische Inseln:
  - Aire
  - Aubarca-Klippe
  - Cabrera
  - Dragonera
  - Espalmador
  - Pantaleu
  - Porros
  - Vedra
- Columbretes

#### Sonstige Inseln (Mittelmeer)
- Prvić (Kroatien)
- Goli Otok (Kroatien)
- Isla Perejil (Spanien, umstritten)
- Peñón de Alhucemas (Spanien, umstritten)
- Sveti Nikola (Montenegro)

### Ostsee

#### Dänemark
- Hesselø
- Peberholm
- Vejrø
- Græsholm (Inselgruppe Ertholmene)
- Græsholm (Inselgruppe Hirsholmene)
- Tyvholm
- Lilleholm
- Møgholm
- Pikkerholm
- Kovsholm
- Kølpen
- Deget
- Hjellen
- Egholm

#### Deutschland
- Barther Oie
- Beuchel
- Bock
- Fährinsel
- Gänsewerder
- Greifswalder Oie
- Heuwiese
- Kirr
- Kleiner Werder (Inselgruppe)
- Langenwerder
- Liebes
- Liebitz
- Mährens
- Öhe
- Riether Werder
- Schadfähre
- Tollow
- Urkevitz
- Walfisch
- Warder

#### Estland
- Aegna
- Aksi
- Keri
- Mohni
- Naissaar
- Rammu
- Saarnaki laid
- Sitakare
- Tauksi
- Viirelaid

#### Finnland
- Kataja (siehe auch: Schweden)
- Märket (siehe auch: Schweden)

#### Polen
- Chełminek
- Gęsia Kępa
- Karsiborska Kępa
- Koński Smug
- Trzcinice-Inseln
- Warnie Kępy
- Wielki Krzek
- Wiszowa Kępa
- Wydrza Kępa

#### Schweden
- Blå Jungfrun
- Kataja (siehe auch: Finnland)
- Märket (siehe auch: Finnland)
- Stora Karlsö

### Europäisches Nordmeer

#### Norwegen
- Gjesværstappan (Inselgruppe) mit Storstappen, Kjerkestappen und Bukkstappen

- Karte mit allen verlinkten Seiten:
- OSM |
- WikiMap